# كأس آسيا لكرة القدم للسيدات 2018
بطولة كأس آسيا لكرة القدم للسيدات 2018 أقيمت في الأردن خلال الفترة من 6 إلى 20 أبريل، 2018. وهي النسخة ال19 من كأس الأمم الآسيوية للسيدات، وستكون هي المرحلة الأخيرة للعبور إلى كأس العالم. أقيمت المنافسات وفق نظام الدوري المجزأ إلى مجموعتين، حيث يتأهل أول وثاني كل مجموعة إلى بطولة كأس العالم في فرنسا عام 2019. فيما يلعب صاحبا المركزين الثالث في المجموعتين لتحديد هوية الفريق الخامس المتأهل إلى كأس العالم.
وأقيمت قرعة البطولة في قصر المؤتمرات بالبحر الميت، وأسفرت عن تقسيم الفرق إلى مجموعتين، حيث ضمت المجموعة الأولى منتخبات الأردن والصين وتايلند وفيتنام، فيما ضمت المجموعة الثانية منتخبات اليابان وأستراليا وفيتنام وكوريا الجنوبية.

## التصفيات
عقدت قرعة التصفيات في 21 يناير 2017. تأهل أصحاب المراكز الثلاثة الأولى في كأس أمم آسيا الأخير بشكل تلقائي ولم يكن من الضروري دخولهم في التصفيات. شارك الأردن أيضا في البطولة التأهيلية مع أنه ضمن تأهله للنهائيات، بصفته المنتخب المستضيف للبطولة. لعبت المباريات من 3 إلى 12 أبريل 2017.

### المنتخبات المتأهلة
| المنتخب        | تصنيف فيفا | أفضل أداء سابق                                             | المشاركات السابقة |
| -------------- | ---------- | ---------------------------------------------------------- | ----------------- |
| الصين          | 17         | البطل: (1986، 1989، 1991، 1993، 1995، 1997، 1999، 2006)    | 13                |
| تايلاند        | 30         | البطل: (1983)                                              | 15                |
| الأردن         | 51         | مرحلة المجموعات (2014)                                     | 1                 |
| فيتنام         | 35         | مرحلة المجموعات (1999، 2001، 2003، 2006، 2008، 2010، 2014) | 6                 |
| اليابان        | 11         | البطل: (2014)                                              | 15                |
| أستراليا       | 6          | البطل: (2010)                                              | 5                 |
| الفلبين        | 72         | مرحلة المجموعات                                            | 8                 |
| كوريا الجنوبية | 16         | المركز الثالث: (2003)                                      | 11                |

## المنشآت
ستقام المباريات على ملعبين في مدينة عمان.
| عمان             | عمان                       |
| ---------------- | -------------------------- |
| ستاد عمان الدولي | ستاد الملك عبد الله الثاني |
|                  |                            |
| السعة: 17,619    | السعة: 13,000              |

## مرحلة المجموعات

### المجموعة الأولى
| الفريق  | لعب | فاز | تعادل | خسر | له | عليه | +\- | النقاط | التأهيل                                                         |
| ------- | --- | --- | ----- | --- | -- | ---- | --- | ------ | --------------------------------------------------------------- |
| الصين   | 3   | 3   | 0     | 0   | 15 | 1    | 14  | 9      | تأهل إلى نصف النهائي وإلى كأس العالم 2019                       |
| تايلاند | 3   | 2   | 0     | 1   | 9  | 6    | 3   | 6      | تأهل إلى نصف النهائي وإلى كأس العالم 2019                       |
| الفلبين | 3   | 1   | 0     | 2   | 3  | 7    | -4  | 3      | تأهل إلى مباراة تحديد المركز الخامس المؤهلة إلى كأس العالم 2019 |
| الأردن  | 3   | 0   | 0     | 3   | 3  | 16   | -13 | 0      | (مضيف) (خرج)                                                    |

| الصين                                             | 4 – 0 | تايلاند |
| ------------------------------------------------- | ----- | ------- |
| سونغ دوان 56'، 77' · وانغ شوانغ 63' · لي يينغ 67' | تقرير |         |

| الأردن          | 1 – 2 | الفلبين                                                |
| --------------- | ----- | ------------------------------------------------------ |
| ميساء جبارة 15' | تقرير | ياسمين خير 51 الخطأ في مرمى فريقها' · سارينا بولدن 76' |

| الفلبين | 0 – 3 | الصين                             |
| ------- | ----- | --------------------------------- |
|         | تقرير | لي يينغ 17'، 57' · ما تشايتشو 31' |

| تايلاند | 6 – 1 | الأردن           |
| --- | ----- | ---------------- |
| سوتشاوادي نيلدامرونغ 1'، 69' · تانيكارن دانغدا 6' · سيلاوان انتامي 39' · كانجانا سانغنغوين 41' · بيتساماي سورنساي 91' | تقرير | شهيناز جبرين 43' |

| الأردن            | 1 – 8 | الصين |
| ----------------- | ----- | --- |
| سارة أبو صباح 17' | تقرير | وانغ شوانغ 14'، 53'، 84' · ياسمين خير 41' (الخطأ في مرمى فريقها) · سونغ هوان 51' · لي يينغ 60'، 72' (ضربة جزاء) · تانغ جيالي 86' |

| تايلاند                                                      | 3 – 1 | الفلبين      |
| ------------------------------------------------------------ | ----- | ------------ |
| كانجانا سانغنغوين 28' (ضربة جزاء)، 53' · سيلاوان اينتامي 62' | تقرير | جيسي شوغ 93' |

### المجموعة الثانية
| الفريق         | لعب | فاز | تعادل | خسر | له | عليه | +\- | النقاط | التأهيل                                                         |
| -------------- | --- | --- | ----- | --- | -- | ---- | --- | ------ | --------------------------------------------------------------- |
| أستراليا       | 3   | 1   | 2     | 0   | 9  | 1    | 8   | 5      | تأهل إلى نصف النهائي وإلى كأس العالم 2019                       |
| اليابان        | 3   | 1   | 2     | 0   | 5  | 1    | 4   | 5      | تأهل إلى نصف النهائي وإلى كأس العالم 2019                       |
| كوريا الجنوبية | 3   | 1   | 2     | 0   | 4  | 0    | 4   | 5      | تأهل إلى مباراة تحديد المركز الخامس المؤهلة إلى كأس العالم 2019 |
| فيتنام         | 3   | 0   | 0     | 3   | 0  | 16   | -16 | 0      | (خرج)                                                           |

| اليابان                                                                        | 4 – 0 | فيتنام |
| ------------------------------------------------------------------------------ | ----- | ------ |
| كومي يوكوياما 3' · إيمي ناكاجيما 17' · مانا إيوابوتشي 57' · مانا إيوابوتشي 66' | تقرير |        |

| أستراليا | 0 – 0 | كوريا الجنوبية |
| -------- | ----- | -------------- |
|          | تقرير |                |

| كوريا الجنوبية | 0 – 0 | اليابان |
| -------------- | ----- | ------- |
|                | تقرير |         |

| فيتنام | 0 – 8 | أستراليا |
| ------ | ----- | --- |
|        | تقرير | كياه سيمون 8' · الانا كينيدي 18' · شولي لوغارزو 21' · اميلي فان ايجموند 28' · سامانثا كير 44'، 51' · نغوين ثي زوين 71' (الخطأ في مرمى فريقها) · هايلي راسو 75' |

| اليابان              | 1 – 1 | أستراليا        |
| -------------------- | ----- | --------------- |
| ميزوهو ساكاغوتشي 63' | تقرير | سامانثا كير 86' |

| كوريا الجنوبية                                        | 4 – 0 | فيتنام |
| ----------------------------------------------------- | ----- | ------ |
| تشو سو-هيون 14' · لي غيوم-مين 38' · لي مي نا 49'، 73' | تقرير |        |

## الأدوار النهائية
|  | نصف النهائي            | نصف النهائي     |   |                 | النهائي         | النهائي |  |
|  |                        |                 |   |                 |                 |         |  |
|  | 17 أيريل - عمان        |                 |   |                 |                 |         |  |
|  | الصين                  | 1               |   |                 |                 |         |  |
|  | اليابان                | 3               |   |                 |                 |         |  |
|  |                        |                 |   |                 |                 |         |  |
|  |                        |                 |   |                 | 20 أيريل - عمان |         |  |
|  |                        |                 |   |                 | اليابان         | 1       |  |
|  |                        | أستراليا        | 0 |                 |                 |         |  |
|  |                        |                 |   |                 |                 |         |  |
|  |                        |                 |   |                 |                 |         |  |
|  |                        |                 |   |                 | المركز الثالث   |         |  |
|  | 17 أيريل - عمان        | 17 أيريل - عمان |   | 20 أيريل - عمان | 20 أيريل - عمان |         |  |
|  | أستراليا ركلات الترجيح | 2 (3)           |   | الصين           | 3               |         |  |
|  | تايلاند                | 2 (1)           |   |                 | تايلاند         | 1       |  |

## المركز الخامس
|  | المركز الخامس   |   |
|  |                 |   |
|  | 16 أيريل - عمان |   |
|  |                 |   |
|  | الفلبين         | 0 |
|  | الفلبين         | 0 |
|  | كوريا الجنوبية  | 5 |
|  | كوريا الجنوبية  | 5 |

### المركز تحديد الخامس
| الفلبين | 0 – 5 | كوريا الجنوبية                                                                         |
| ------- | ----- | -------------------------------------------------------------------------------------- |
|         | تقرير | جانغ سيل غي 34' · لي مين أ 1+45' · ليم سيون جوو 55' · تشو سو هيون 66'، 84' (ضربة جزاء) |

### نصف النهائي
| أستراليا                                                             | 2 – 2 | تايلاند                                         |
| -------------------------------------------------------------------- | ----- | ----------------------------------------------- |
| كانشانابورن ساينكون 17' (بالخطأ في مرمى فريقها) · الانا كينيدي 1+90' |       | كانجانا سونغ نغوين 20' · ثونغسومبوت راتيكان 64' |

| الصين       | 1 – 3 | اليابان                                                                |
| ----------- | ----- | ---------------------------------------------------------------------- |
| يانغ لي 90' |       | مانا إيوابوتشي 39' · كومي يوكوياما 85' · كومي يوكوياما 88' (ضربة جزاء) |

### تحديد المركز الثالث
| الصين                                        | 3 – 1 | تايلاند                |
| -------------------------------------------- | ----- | ---------------------- |
| لي يينغ 51' · وانغ شنشان 56' · سونغ دوان 60' | تقرير | ثونغسومبوت راتيكان 80' |

### النهائي
| اليابان           | 1 – 0 | أستراليا |
| ----------------- | ----- | -------- |
| كومي يوكوياما 86' | تقرير |          |

## البطل
| بطل كأس آسيا للسيدات 2018 |
| ------------------------- |
| · اليابان · للمرة الثانية |

## جوائز
| أفضل لاعبة     | جائزة اللعب النظيف | الهداف            |
| -------------- | ------------------ | ----------------- |
| مانا إيوابوتشي | اليابان            | لي يينغ (7 أهداف) |

## الهدافون
7 أهداف
- لي يينغ

4أهداف
- كومي يوكوياما
- كانجانا سانغنغوين
- وانغ شوانغ
- سونغ دوان

3 أهداف
- سامانثا كير
- لي مي أ
- تشو سو-هيون

2 هدفين
- مانا إيوابوتشي
- الانا كينيدي
- سيلاوان انتامي
- سوتشاوادي نيلدامرونغ
- راتيكان ثونغسومبوت

1 أهداف
- إيمي ناكاجيما
- مينا تاناكا
- ميزوهو ساكاغوتشي
- شولي لوغارزو
- هايلي راسو
- كياه سايمون
- ايميلي فان ايغموند
- ما جون
- تانغ جيالي
- وانغ شنشان
- شهيناز جبرين
- ميساء جبارة
- سارة أبو صباح
- سارينا بولدن
- جيسي شوغ
- تانيكارن دانغدا
- بيتساماي سورنساي
- لي غيوم-مين
- جانغ سيل-غي
- ليم سيون-جوو

2 أهداف عكسية
- ياسمين خير الخطأ في مرمى فريقها (لعبت ضد الفلبين)
- ياسمين خير الخطأ في مرمى فريقها (لعبت ضد الصين)

1 هدف عكسية
- نغوين ثي زوين الخطأ في مرمى فريقها (لعبت ضد أستراليا)
- كانشانابورن ساينكون الخطأ في مرمى فريقها (لعبت ضد أستراليا)

## وصلات خارجية
- AFC Women’s Asian Cup, the-AFC.com